# Sorry Angel
Pistes de Love on the Beat
Love on the Beat
(1) Hmm Hmm Hmm
(3)
Sorry Angel est une chanson de Serge Gainsbourg, extraite de l'album Love on the Beat, sorti en 1984.

## Développement
Considérée comme la chanson la plus réussie de l'album, Sorry Angel parle d'un amour suicidé, que certains ont vu comme une chanson de rupture adressée à Jane Birkin, à propos de laquelle Gainsbourg déclarait quatre années plus tôt qu'il vient de se « prendre [son] premier chagrin d'amour » à 52 ans quand cette dernière l'a quitté.
La chanson est rythmée par un rimshot de caisse claire qui accompagne le titre, les chœurs de George et Steve Simms, l'interprétation recueillie de Gainsbourg, qui emploie le talk-over si spécifique au chanteur et l'accord de fa dièse augmenté d'une septième retombant sur un la majeur à la fin du titre.

## Sortie et accueil
Second titre de l'album Love on the Beat, Sorry Angel est publié en face B du maxi 45 tours promotionnel de la chanson Love on the Beat, où il partage la face avec le septième titre de l'album, Harley David Son of A Bitch et du maxi 45 tours mis dans le commerce en Allemagne. En Allemagne, au Japon et au Canada, il figure en face B du single de la version courte de Love on the Beat,,. Sorry Angel connaîtra un succès en occupant les premières places des classements radio durant les premières semaines de l'année 1985, notamment la 2e place du Hit RTL, où il est classé seize semaines à partir du 23 décembre 1984.
Une version live de Sorry Angel sera publiée en single, cette fois en face A (la face B étant occupé par Bonnie and Clyde), afin de promouvoir l'album Gainsbourg Live en 1986, enregistré lors du passage du chanteur au Casino de Paris à l'automne 1985.